# (84719) 2002 VR128
(84719) 2002 VR128 è un oggetto transnettuniano, situato nel disco circumstellare della fascia di Kuiper nella regione più esterna del Sistema Solare. Si tratta di un oggetto risonante transnettuniano appartenente alla popolazione dei plutini e il suo diametro misura circa 448,5+42,1
−43,2 km. Scoperto nel 2002, presenta un'orbita caratterizzata da un semiasse maggiore pari a 39,687973 UA e da un'eccentricità di 0,262304, inclinata di 13,994184° rispetto all'eclittica.